# Fèlix Domènech i Roura
Fèlix Domènech i Roura (Barcelona, 1888 - Buenos Aires, 1977) fou un heraldista català, fill de Lluís Domènech i Montaner i germà de Pere Domènech i Roura.
Va estudiar medicina a la Universitat de Barcelona. Posteriorment, entre 1922 i 1931, va treballar com a director del Balneari Roqueta de Tona. Especialitzat en heràldica, publicà diverses obres de referència en la matèria, com el Nobiliari general català de llinatges (1923-30), Heràldica de la catedral de Barcelona (1929), entre d'altres. També va publicar obres com Orígenes de la imprenta en España y su desarrollo en America española (1940), Blasones de los virreyes del Río de la Plata (1945) i Fausto (1963). Es va casar amb Augusta Roig.
Amb motiu de l'esclat de la Guerra Civil espanyola, el 1936 emigrà a Buenos Aires, ciutat on residí fins a la seva mort. Allà va treballar a la CHADE, va treballar en la restauració de la Biblioteca Nacional Argentina.
Va morir a Buenos Aires el 1977.
Fou soci dels Amics de l’Art Vell.